# Holgya
Holgya románul: Holdea, falu Romániában, Erdélyben, Hunyad megyében.

## Fekvése
Marosillyétől délnyugatra fekvő település.

## Története
Holgya nevét 1733-ban említette először oklevél Holdelye néven. A későbbiekben pedig 1750-ben Holdye, 1760–1762 között Holgya, 1808-ban Holdgya ~ Holgya, 1861-ben és 1913-ban Holgya formában említették az írásos forrásokban.
A trianoni békeszerződés előtt Hunyad vármegye Marosillyei járásához tartozott. 1910-ben 251 lakosából 14 magyar, 3 német, 234 román volt. Ebből 9 római katolikus, 235 görögkeleti ortodox, 6 izraelita volt.

## Források

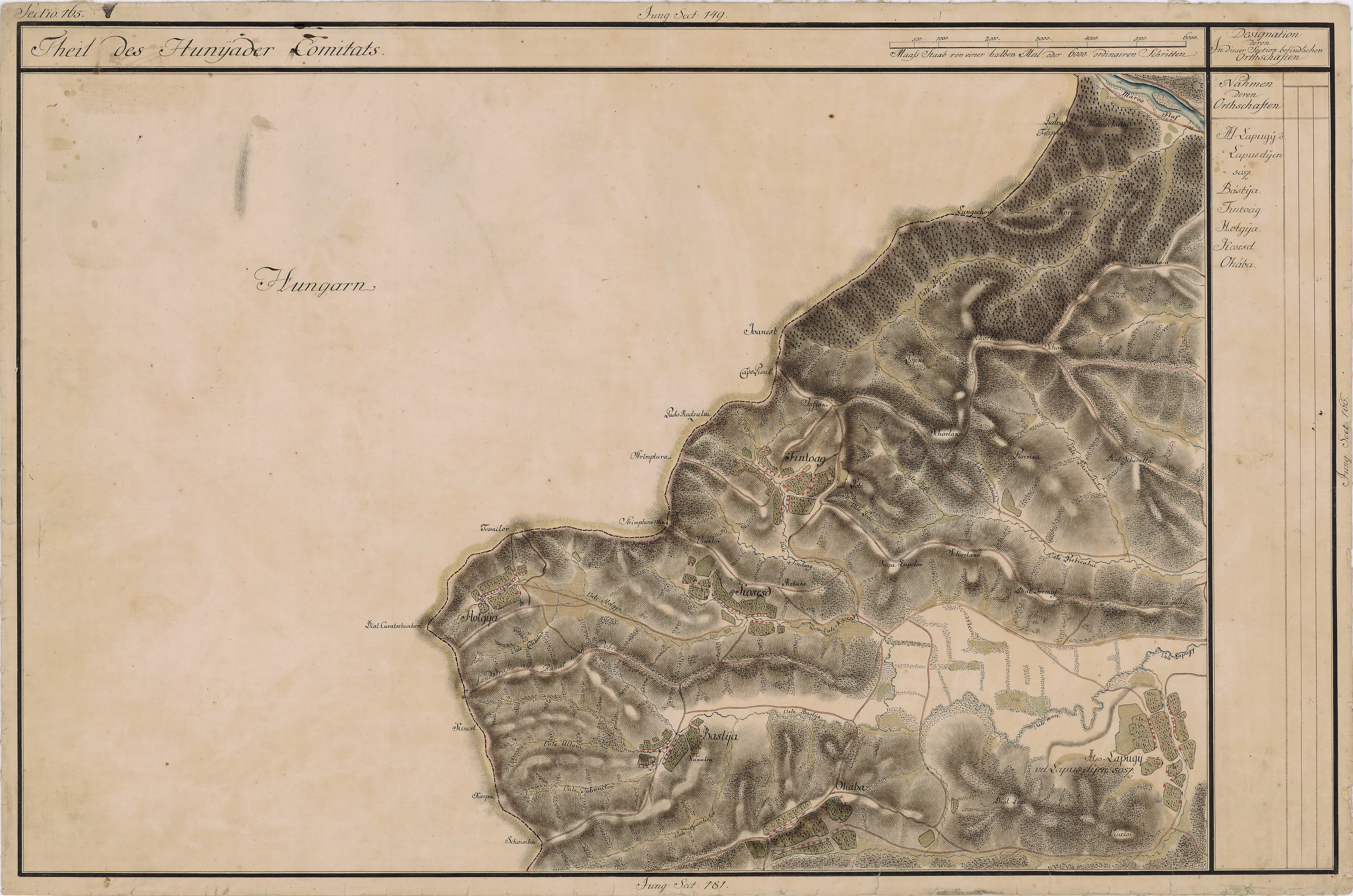
Holgya egy régi térképen